# Разингер, Ника
Ника Разингер (словен. Nika Razinger; род. 5 октября 1993 года, Есенице) — словенская лыжница, участница Олимпийских игр в Сочи. Специализируется в спринтерских гонках.
В Кубке мира Разингер дебютировала 15 декабря 2013 года, тогда же впервые попала в тридцатку лучших на этапе Кубка мира, в спринте. Всего на сегодняшний день имеет на своём счету 5 попаданий в десятку лучших на этапах Кубка мира, 4 в личном и 1 в командном спринте. В своём дебютном Кубке мира, по состоянию на 9 марта 2014 года Разингер идёт на 79-м месте.
На Олимпийских играх 2014 года в Сочи принимала участие в двух гонках: спринт — 27-е место, 10 км классическим стилем — 60-е место.
За свою карьеру принимала участие в одном чемпионатах мира, на чемпионате мира 2013 года её лучшим результатом стало 53-е место в спринте.
Использует лыжи производства фирмы Fischer.